# Witnekbaardkoekoek
De witnekbaardkoekoek (Notharchus hyperrhynchus) is een vogel uit de familie Bucconidae (baardkoekoeken).

## Verspreiding en leefgebied
Deze soort komt voor in Midden-Amerika en het noordelijke deel van Zuid-Amerika en telt twee ondersoorten:
- N. h. hyperrhynchus: van zuidelijk Mexico tot zuidwestelijk Ecuador en het westelijk Amazone-gebied.
- N. h. paraensis: oostelijk-centraal Brazilië.

## Status
De grootte van de populatie is in 2019 geschat op 0,5-5 miljoen volwassen vogels. Op de Rode lijst van de IUCN heeft deze soort de status niet bedreigd.